# Move On!〜aiRhythm〜
Move On!〜aiRhythm〜（ムーブオン エアリズム）は、エフエム鹿児島(μFM)で放送されていたラジオ番組。番組終了時の放送時間は月〜木曜の10:00〜12:55（11:00〜11:30はディア・フレンズ）。

## 番組の歴史
2002年4月に"Lunch On Time"（1994年4月1日開始）の後番組としてスタート。番組開始時は金曜日までの放送。2006年4月に金曜日の枠はFRIDAY AIR SHUFFLE HAPPY☆TRACKSに引き継がれた。2004年度にはビデオリサーチの調査で女性の支持率No.1に輝くなどの功績を残したが、2007年3月29日をもって番組は終了しμFM W-ing UpとSwitch!に引き継がれた（金曜も同様）。

## 出演者
- パーソナリティ - 奥ゆかり

金曜時代の歴代パーソナリティー
- 久我鮎海
- 遠藤陽子
- 井口奈保

## 主なコーナー
- 月曜　もっとミスド
  - ミスタードーナツとは2004年にコラボレーション商品を製作した（鹿児島県内のみの発売）。
- 火曜　MOVIE
- 水曜　LEAP on!
- 木曜　アイラブアイペット

## 備考
- 通常はエフエム鹿児島本社からの放送。2004年9月20日からの5日間はAMU STUDIOで、2005年5月には鹿児島市のドルフィンポートより公開生放送が実施された。
- 2005年8月には、DEPAPEPEによるMove On!オリジナル曲が完成。
- 放送日にはNTTドコモのFOMAで身の回りの物を写して、動画としてホームページのインフォビジョンにアップされていた。